# 안용호
안용호(安龍鎬, 1898년 ~ 1922년)는 일제강점기의 연쇄살인 피의자이다. 강박관념과 피해의식에 의한 정신분열 증상으로 일가족과 이웃에게 흉기를 휘둘러 8명을 살해하고 10명에게 부상을 입혔다.

## 사건
1922년 7월 2일 평안남도 순천군에 사는 안용호는 갑작스런 환각과 정신분열 증세를 일으키며 아무 이유없이 한 집에 함께 살고 있는 부모와 아내, 딸들을 마구 구타를 하는 일을 일으킨다. 이 소식을 들은 큰 형 가족과 가까운 이웃들이 찾아와 이성을 잃은 안용호를 방안에 가두고 서로 돌아가며 그의 동태를 살폈다.
그러던 7월 4일 새벽 안용호는 자신을 감시하던 사람들이 피곤함에 잠을 이기지 못하고 하나 둘 잠에 빠져들자 방안을 몰래 빠져 나와 집밖에 있는 낫을 들고 들어와 잠자고 있는 가족들이 방어 할 틈 없이 마구 휘둘렀다. 어머니를 시작으로 친형과 형수 그리고 아내와 딸들 할 것없이 낫으로 온몸을 찔러댔고 비명소리에 놀라 찾아온 이웃 부부에게도 달려들어 공격해 쓰러져 신음하고 있는 남자를 다시 마구 찍어 확인 살인까지 했다. 별안간의 난장판 소리에 이웃들이 하나둘 안용호의 집으로 들이 닥치기 시작하자 그는 다가 오는 사람 누구나 할 것 없이 흉기를 휘둘러 살육전쟁을 계속 이어 갔다. 그러던 중 뒤에서 덮친 마을 사람들에게 사지를 포박당해 제압이 되었고 마침내 살육극은 끝이 나게 됐다. 그에게 공격 당한 사람은 총 18명으로 사망한 사람은 8명, 생명이 위험한 중상자는 7명, 경상자는 3명이었다.
현장에서 살해당해 사망한 사람중에는 안용호의 아내와 안용호의 친형과 형수와 조카가 있었으며, 어머니와 딸은 중상을 입었다. 안용호는 신고를 받고 출동한 경관들에 의해 순천 경찰서로 압송이 되었고, 이후 사형을 언도 받아 24세에 사망했다.